# Dillenburg
Dillenburg, aussi connu sous les noms de Dillembourg ou Dillenbourg est une ville d'Allemagne de l'arrondissement de Lahn-Dill dans le Land de Hesse.
La ville est située sur la route d'Orange, traditionnelle route des vacances pour les Néerlandais, qui relie des régions et des villes associées historiquement à la maison d'Orange-Nassau. Elle faisait partie et était la Capitale du territoire de Nassau-Dillenbourg.

## Histoire

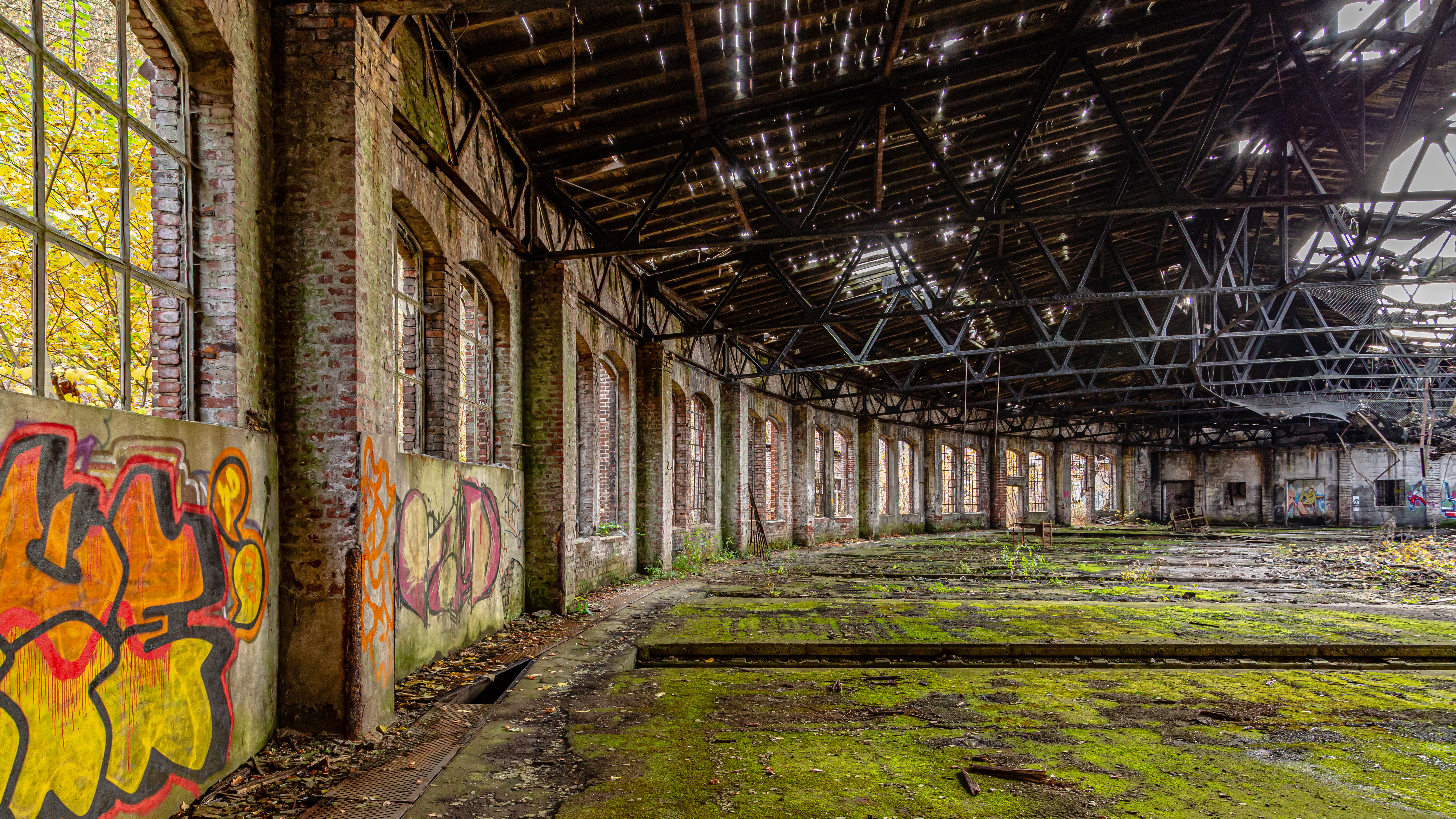
Bahnbetriebswerk Dillenburg. Novembre 2015.

| Appartenances historiques Comté de Nassau 1224-1303 Comté de Nassau-Dillenbourg 1303-1654 Principauté de Nassau-Dillenbourg 1654-1739 Principauté d'Orange-Nassau 1739-1806 Grand-duché de Berg 1806-1813 Principauté d'Orange-Nassau 1813-1815 Duché de Nassau 1815-1866 Royaume de Prusse (Province de Hesse-Nassau) 1866-1918 République de Weimar 1918-1933 Reich allemand 1933-1945 Allemagne occupée 1945-1949 Allemagne 1949-présent |

## Monuments

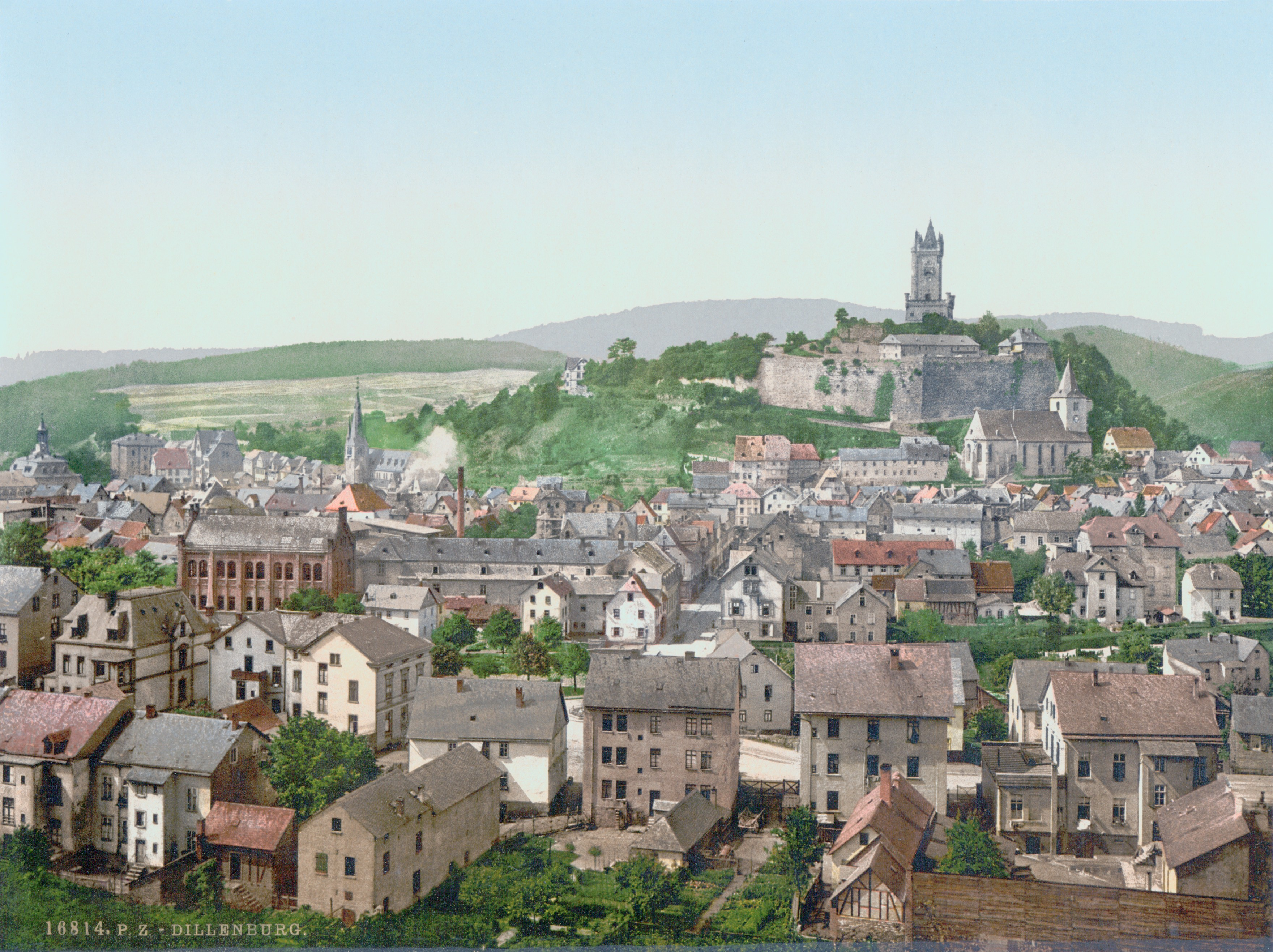
Dillenburg en 1900, dominée par la Wilhelmsturm

- Wilhelmsturm (Tour-Guillaume) construite par la princesse Marianne d'Orange-Nassau

## Haras
Le haras de Dillenburg a été fondé en 1737 sur ordre du landgrave de Hesse-Cassel, Frédéric Ier de Suède. Il fut détruit pendant la guerre de Sept Ans et les guerres napoléoniennes. Après avoir été transféré en 1818 à Cassel, il revint à Dillenburg en 1821. Son élevage, qui comptait quelques étalons pur-sang et des demi-lourds, était très apprécié par les comtes de Nassau.
En 1930, l'école d'équitation et d'attelage de Hesse y fut adjointe qui était destinée à former de jeunes paysans à l'usage et aux soins des chevaux. Elle forme aujourd'hui des enseignants d'équitation.
Le haras est aujourd'hui spécialisé dans l'élevage du cheval de selle allemand qui est enrichi de sang anglais, anglo-arabe, trakehner et holsteiner.

## Jumelages
La ville de Dillenburg est partenaire de l'Union des Orange-Villes qui a été créée le 31 août 1963 à Bréda. L'union comprend les quatre villes de Bréda, Dillenburg, Orange et Diest. Depuis 1989, Dillenburg est jumelé avec la ville anglaise de Hereford.

## Personnalités
- Guillaume d'Orange, né à Dillenburg en 1533